# 藤原師綱
藤原 師綱（ふじわら の もろつな）は、平安時代末期の貴族・歌人。藤原北家小一条流、刑部少輔・藤原尹時の長男。官位は正四位下・宮内卿。

## 経歴
白河上皇に院近臣として仕え、また歌人としても知られた。宮内卿、大膳大夫、鎮守府将軍を歴任。康治元年（1142年）の陸奥守在任時においては、同国を実効支配する奥州藤原氏の藤原基衡に対して強硬姿勢で臨み、朝廷の権威を高揚させたとして名声を得た。
その子孫は後世、飛騨国国司の姉小路家として繁栄し、戦国時代まで続いた。

## 系譜
- 父：藤原尹時
- 母：源師忠の娘
- 妻：藤原俊忠の娘
- 生母不明の子女
  - 男子：藤原済綱
  - 男子：藤原尹成
  - 男子：藤原親綱
  - 女子：波多野遠義室 - 波多野義通母
  - 女子：藤原朝方室